# Prosopocera flavostriata
Prosopocera flavostriata là một loài bọ cánh cứng trong họ Cerambycidae.